# GEOアイドル部
GEOアイドル部（GEO IDOL DEPARTMENT）は、株式会社ゲオがプロデュースする5人組女性アイドルグループ。

## 概要
2016年10月に株式会社ゲオが「ゲオ・アイドル社員プロジェクト」を発足。
コンセプトは「メンバーが社員として、またアイドルとしても活動する新しいスタイルの二刀流ユニット」。
一般的なアイドルとは異なり、雇用契約を結んだ契約社員である。
レッスンやライブ、イベント出演等のアイドル業務とは別に、通常のゲオ社員業務も行うことが特徴。
各メンバー毎にゲオの取扱商材とマッチさせたジャンルを担当している。

## メンバー
| 名前                           | ニックネーム | 生年月日       | 出身地 | イメージカラー | 担当                     | 趣味＆特技                                                 |
| ------------------------------ | ------------ | -------------- | ------ | -------------- | ------------------------ | ---------------------------------------------------------- |
| 咲良しおり （さくら しおり）   | しおりん     | 1997年1月17日  | 福岡県 | ■ 赤           | 映画                     | 卵を食べること、計算が速い                                 |
| 泉羽めい （いずは めい）       | めいちゃん   | 1995年7月23日  | 福岡県 | ■ 青           | リユース、ファッション   | スキューバダイビング、バドミントン、モデルウォーキング     |
| 日向空 （ひなた そら）         | ひなち       | 1992年12月13日 | 千葉県 | ■ 黄           | ゲーム、アミューズメント | 野球観戦、キャラクターグッズ集め、TVゲーム、水素エネルギー |
| 一ノ瀬葵 （いちのせ あおい）   | あっちゃん   | 1997年12月26日 | 東京都 | ■ 緑           | コミック、アニメ         | トランペット、アニメ鑑賞、そろばん、ソフトテニス           |
| 松永くるみ （まつなが くるみ） | くるみん     | 1999年11月16日 | -      | ■ 橙           | -                        | アイドル鑑賞、カラオケ、クラシックバレエ、茶道             |

## 略歴
2016年
- 10月 - 「ゲオ・アイドル社員プロジェクト」の書類審査、オーディションに応募。

2017年
- 2月1日 - 株式会社ゲオに入社、活動開始。Twitter開始。
- 2月7日 - SHOWROOM (ストリーミングサービス)にて、生配信番組『「GEOアイドル部」のただいま会議中！』開始[注 2]。
- 4月8日 - スーパーセカンドストリート大宮日進店にて、初お披露目イベント＆握手会（18：00～）開催。
- 5月19日 - メンバーの個人ブログがスタート。
- 9月より - ゲオ主催のレギュラーイベント【ゲオpresents「TRIANGLE SHOWCASE」】を毎月第4金曜日に開催。
- 12月9日 - GEOアイドル部・1stワンマンライブ　「ヒハノボル」with 日向空・生誕祭を渋谷 RUIDO K2にて開催。

2018年
- 3月23日 - MV「加速ストリート」公開。
- 3月31日 - 初期メンバー・江本もえ退社。
- 7月13日 - GEOアイドル部初のファンミーティング 「夏祭り」を大塚Hearts Nextにて開催。
- 8月24日 - 新メンバー・松永くるみ加入。
- 8月25日 - 「＠JAM EXPO 2018」ブルーベリーステージのオープニングアクトに出演。

### CDリリース
2017年
- 7月15日 - 1st SINGLE「chanGE Over」カップリング「Get All right -Live Mix-」
- 8月26日 - 2nd SINGLE「ハイナピース」カップリング「ヨハアケル」
- 10月25日 - 3rd SINGLE「Hello Hello Hello」カップリング「勝ってポニテの緒を締めろ」

2018年
- 3月23日 - 1st ALBUM「Working IDOL」（全8曲）

### 雑誌
- 連載「GID Press」（株式会社ゲオ『G-get press』2017年2月号 vol.181 - ）

### テレビ
- アサスマ！～日曜日は朝からスマイル！～（2017年3月12日、サンテレビ）
- ももち浜ストアプラス（2017年5月2日、テレビ西日本、10時55分〜11時15分）※出演は、咲良しおり・泉羽めいの2名
- Soleいいね！（2017年5月22日、SBS・静岡放送、9時50分~)　※出演は、泉羽めい・江本もえ・一ノ瀬葵の3名

### ライブ
- 【秋葉原TwinBox GARAGE】PLC presents 『HIGH VOLTAGE Tokyo edition Vol.5』 〜PLC江口晴子卒業ラストライブ（2017年4月21日）出演
- 【秋葉原TwinBox GARAGE】PLC presents 『HIGH VOLTAGE Tokyo edition Vol.6』（2017年5月19日） 出演
- 【渋谷RUID　K2】さくらくーるプロジェクトpresents咲LIVE/CHERRSEE一周年SP（2017年5月25日）出演
- 【Zirco Tokyo】「Zirco Toky SUPER LIVE 2017 vol.9」〜TWIST　JEWEL白雪真理亞生誕祭～（2017年5月26日）出演
- 【渋谷RUID K2】IDOLidge　1000-アイドリッジワンサウザンド（2017年5月27日）出演
- 【表参道GROUND】IDOLidge　1000-アイドリッジワンサウザンド（2017年5月28日）出演
- 【渋谷Glad】渋祭7（2017年6月1日）出演
- 【渋谷O-nest】（2017年6月3日）出演
- 【秋葉原TwinBox GARAGE】PLC presents 『GARAGE　PARADISE Vol.1』（2017年6月16日） 出演予定

### ライブ【ゲオpresents「TRIANGLE SHOWCASE」】
- 【第一回】2017年9月22日（金）　秋葉原「オオカゼ寫眞館」レギュラー出演：GEOアイドル部、PLC／ゲスト出演：カプ式会社ハイパーモチベーション
- 【第二回】2017年10月27日（金）　秋葉原「オオカゼ寫眞館」レギュラー出演：GEOアイドル部、PLC／ゲスト出演：ノンシュガー
- 【第三回】2017年11月24日（金）　秋葉原「オオカゼ寫眞館」レギュラー出演：GEOアイドル部、PLC／ゲスト出演：Parfait
- 【第四回】2017年12月22日（金）　秋葉原「オオカゼ寫眞館」レギュラー出演：GEOアイドル部、PLC／ゲスト出演：i＊chip_memory
- 【第五回】2018年 1月26日（金）　大久保HOT SHOT　レギュラー出演：GEOアイドル部、PLC／ゲスト出演：Synth de La Eve-シンセドライブ-
- 【第六回】2018年 2月23日（金）　品川J-SQUARE　レギュラー出演：GEOアイドル部、PLC／ゲスト出演：Needs